# Tancrède de Rohan

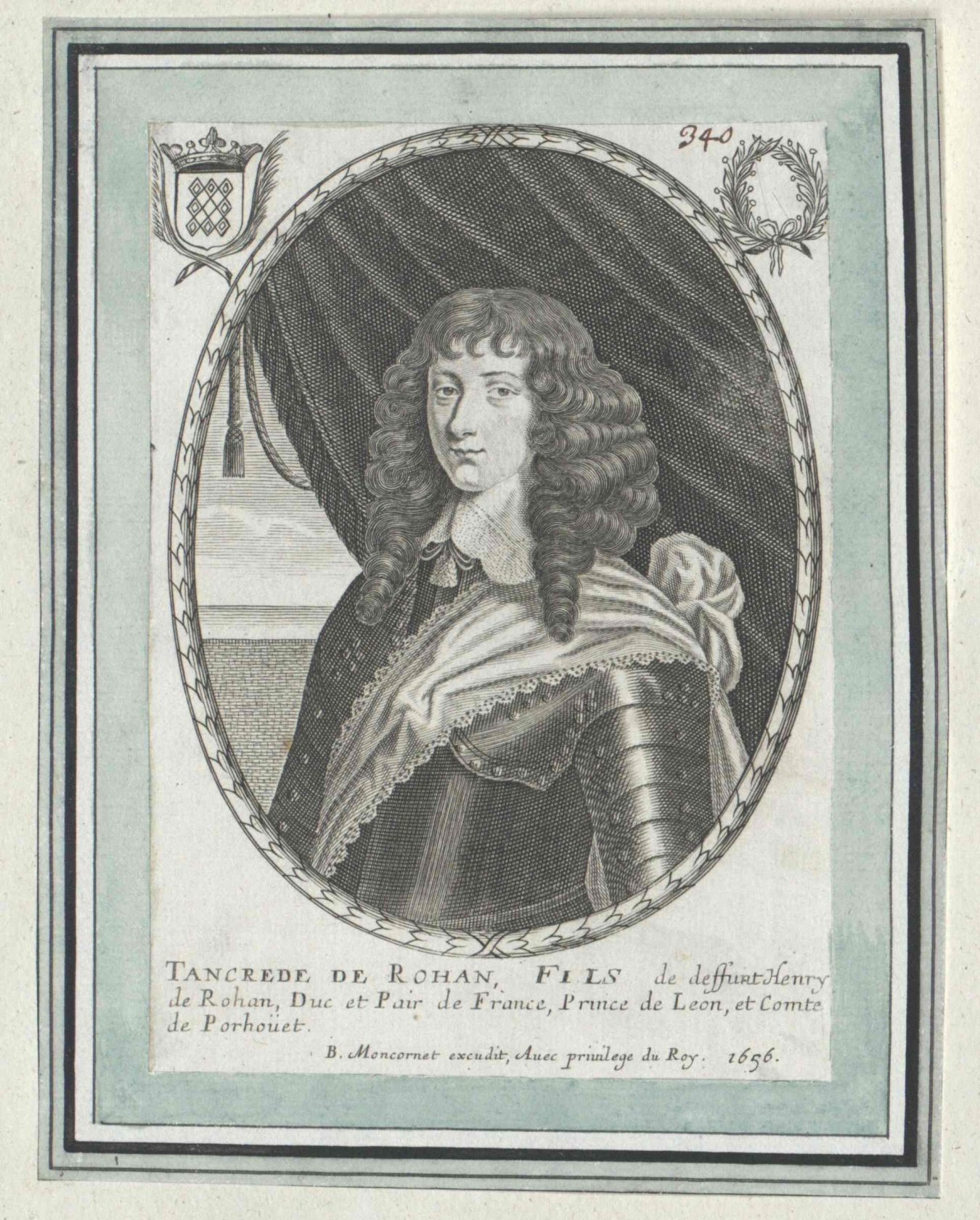
Tancrède de Rohan, fils de deffunt Henry de Rohan, Duc de Pair de France…, Gravur von Balthasar Moncornet. 1656, Österreichische Nationalbibliothek

Tancrède de Rohan (* 18. Dezember 1630; † 1. Februar 1649) war eherechtlich der Sohn von Henri II. de Rohan und Marguerite de Béthune, in Wirklichkeit aber wohl das Ergebnis der Affäre seiner Mutter mit dem Duc de Candale.

## Leben
Tancrède wurde heimlich in Holland erzogen und nach dem Tod Henri de Rohans 1638 durch seine Mutter als dessen Erbe gegen seine (Halb)Schwester Marguerite de Rohan (* 1616/17), die anerkannte Erbin der Rohan, in Stellung gebracht. Er verlor den Erbstreit am 26. Februar 1646 durch ein Urteil des Pariser Parlaments.
Während der Fronde parlamentaire 1648 ergriff er Partei gegen den Hof und wurde am 1. Februar 1649 in einem Gefecht im Bois de Vincennes getötet, als er gerade volljährig wurde und gegen das Urteil, das ihm seinen Namen und das Erbe absprach, Rechtsmittel einlegen wollte.
Henri Martins Roman Minuit et Midi aus dem Jahr 1832 wurde 1855 unter dem Titel Tancrède de Rohan neu veröffentlicht.